# David Baltimore
David Baltimore (New York, New York, 7. ožujka 1938.) je američki biolog.
Godine 1975. dobio je Nobelovu nagradu za fiziologiju ili medicinu zajedno s Howard Martin Teminom i Renato Dulbeccom. Temin i Baltimore su istovremeno i neovisno jedan od drugoga otkrili enzima reverzna transkriptaza.

## Vanjske poveznice
- Nobelova nagrada - životopis (engl.)